# Helmut Zimmel
Helmut Zimmel ist ein ehemaliger österreichischer Basketballspieler.

## Laufbahn
Der zwei Meter große Zimmel spielte beim ABC Milde Sorte Wien, mit dem er auch im Europapokal antrat. Spätere Vereine waren BK Klosterneuburg, ab 1982 UBSC Wien. Dort blieb er bis 1986 und kam abermals im Europapokal zum Einsatz. Im Europapokal der Pokalsieger trug Zimmel Ende Januar 1985 zum UBSC-Sieg über PAOK Thessaloniki bei. Von 1986 bis 1988 verstärkte er den UBC Mattersburg.
Mit der österreichischen Nationalmannschaft bestritt Zimmel im Zeitraum 1977 bis 1984 30 Länderspiele.